# Православное украинское викариатство
Православное украинское викариатство в Сигете (рум. Vicariatul Ortodox Ucrainean din România, укр. Православний Український вікаріат у Сиготі) — викариатство Румынской православной церкви с центром в городе Сигету-Мармацией в историческом регионе Марамуреш. Викариатство распространяет свою юрисдикцию на украинские приходы в Марамуреше, Кришане, Трансильвании и Банате.
Викариатство подчиняется непосредственно патриарху Румынскому и обладает автономией. Патриарх назначает руководителей викариатства и протопопов (благочинных).
Викариатство возглавляет священник Иоанн Пицура. Богослужения ведутся на украинском и румынском языке и, в отличие от румынских церквей, используется юлианский календарь.

## История
К середине XX века украинцы в Румынии традиционно исповедовали грекокатоличество. В 1948 года Румынская грекокатолическая церковь была запрещена и её приходы вошли в состав Румынской православной церкви. Из украинских приходов было образовано отдельное викариатство с центром в городе Сигету-Мармацией (Сигет). Оно просуществовало до 1952 года, когда было преобразовано украинское благочиние с центром в коммуне Русская Поляна. Это благочиние подчинялось Клужской епархии и просуществовало до 1990 года. В 1990 году викариатство было восстановлено и разделено на 2 благочиния (Сигет и Лугож).
По состоянию на 2009 год в викариатстве насчитывается 32 прихода, 3 монастыря (2 женских и один мужской). Численность прихожан оценивается в 52 тысячи человек.

## Монастыри
- Успенский женский монастырь в селе Рона-де-Сус;
- женский монастырь;
- мужской монастырь в селе Рускова.